# St. Margareta (Leuchtenberg)

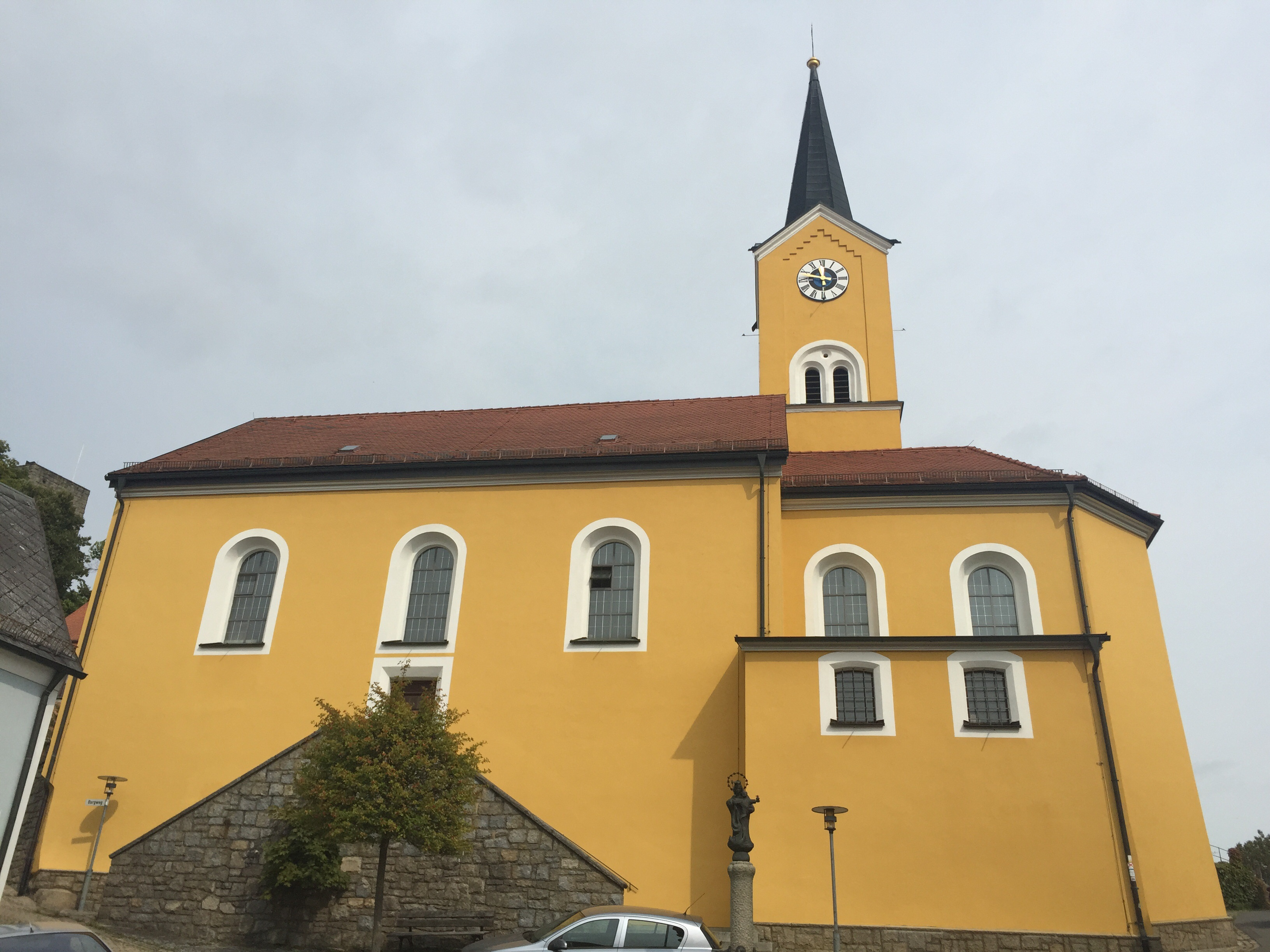
St. Margareta

Die Pfarrkirche St. Margareta ist ein römisch-katholisches Kirchengebäude im Markt Leuchtenberg in der Oberpfalz.

## Geschichte
Die Kirche wurde 1124 durch den Bischof Otto von Bamberg zusammen mit der Kirche St. Johannes Baptist von Altenstadt auf seiner ersten Missionsreise nach Pommern geweiht (Duas ecclesias unam in Luckenberge et alterem in Vohendreze consecravit.).
1842 fielen große Teile der alten Kirche einem Brand zum Opfer. 1844 wurde die Kirche unter der Verwendung von Teilen des Chorraumes wieder aufgebaut, 1846 konsekriert. 1885 wurden Hauptaltar, Seitenaltäre und Kanzel neu gefasst und das Presbyterium getüncht. 1914 wurden drei Altäre und eine Kanzel aus Egglkofen angekauft. 1950/1951 erfolgte eine Restaurierung des Kircheninneren und des Außenbaus. Im Zuge einer Außenrenovierung 1985 fand eine Erneuerung der Kirchenfenster und des Daches statt.

## Ausstattung

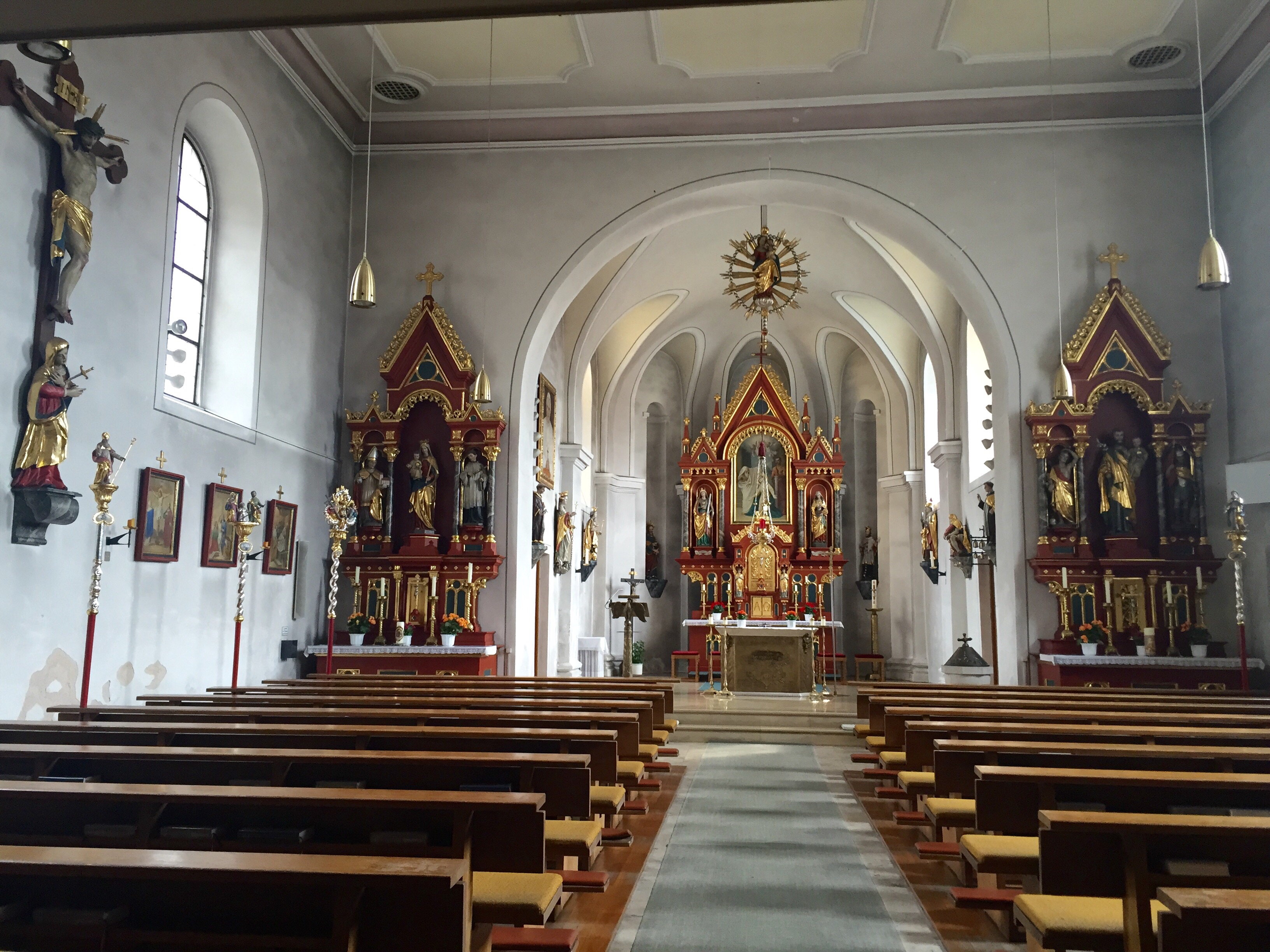
Ansicht von Innen

Im Kircheninneren befinden sich ein Hauptaltar und zwei Seitenaltäre. Acht Heiligenfiguren befinden sich um den Hauptaltar an der Wand des Chorraumes. An der linken Wand hängt ein großes Kruzifix aus Holz.
Im Glockenturm der Kirche hängen vier Stahlglocken aus dem Jahr 1950. Diese wurden vom Bochumer Verein für Gussstahlfabrikation in V-12 Rippe gegossen und läuten an gekröpften Stahljochen.